# Vanadyl

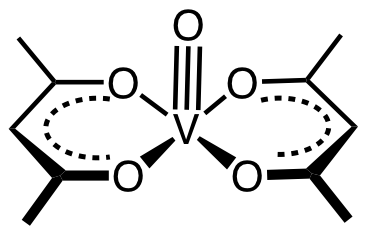
Struktura vanadylacetylacetonátu

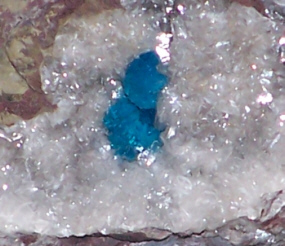
Kavansit, moinerál obsahující vanadylový kation, s jeho charakteristickou barvou

Vanadyl, VO2+, je kation vanadu, často vytvářející koordinační sloučeniny. Sloučeniny tohoto iontu mají modré zbarvení a jsou paramagnetické. Mezi vanadičitým centrem a O2− se nachází trojná vazba.
Snahy o přesný popis vazby ve vanadylovém iontu vedly k rozvoji teorie ligandového pole.

## Výskyt

### V minerálech
Vanadylový kation je obsažen v minerálech kavansitu a pentagonitu .

### Ve vodě
Vanad je prostřednictvím VO2+, často společně se sodnými ionty jako NaH2VO4, po molybdenu druhým nejrozšířenějším přechodným kovem v mořské vodě. Průměrná koncentrace je okolo 30 nmol/l. Tento ion se také ve větších množstvích vyskytuje v některých minerálních vodách, například prameny okolo hory Fudži jej obsahují až 54 μg/l.

## Příklady sloučenin

### Oxovanadičité
- Vanadylacetylacetonát, VO(acac)2
- Síran vanadylu, VOSO4·5H2O

### Oxovanadičné
- Isopropoxid vanadylu, VO(O-iPr)3 (iPr = isopropyl)
- dusičnan vanadylu, VO(NO3)3[5]
- chloristan vanadylu, VO(ClO4)3

## Podobné sloučeniny
- pervanadylový ion, VO +
2 [1][6]
- metavanadičnanový ion, [VO3] n−
n
- orthovanadičnanový ion, VO 3−
4
- thiovanadylový ion, VS2+
- titanylový ion, TiO2+
- niobyl, NbO2+
- tantalyl, TaO2+